# میگل ریکاردو دی آلاوا
میگل ریکاردو دی آلاوا (انگلیسی: Miguel Ricardo de Álava؛ ۷ ژوئیه ۱۷۷۰ – ۱۴ ژوئیهٔ ۱۸۴۳) ژنرال و دولتمرد اسپانیایی بود که در سال ۱۸۳۵ به عنوان نخست وزیر اسپانیا خدمت کرد. او در سال ۱۷۷۰ در ویتوریا-گاستیز، در سرزمین باسک، متولد شد. آلاوا این امتیاز را دارد که در ترافالگار و واترلو حضور داشته و در نبرد اول علیه بریتانیایی‌ها و در نبرد دوم در کنار آنها جنگیده است.
آلاوا در زمان اتحاد اسپانیا با فرانسه به عنوان دستیار نیروی دریایی خدمت کرد، اما در سال ۱۸۰۸ هنگامی که ناپلئون به اسپانیا حمله کرد، تغییر موضع داد. کورتس اسپانیا او را به عنوان کمیسر (وابسته نظامی) در ستاد ارتش بریتانیا منصوب کرد و ولزلی، دوک آینده ولینگتون، که او را با علاقه زیادی می‌دید، او را به عنوان یکی از دستیاران خود برگزید. قبل از پایان نبرد، او به درجه سرتیپ ارتقا یافته بود.
در طول نبرد واترلو در سال ۱۸۱۵، آلاوا سفیر اسپانیا در لاهه در دربار شاه ویلیام اول هلند بود، که به او اجازه داد در مجلس رقص دوشس ریچموند شرکت کند و در طول نبرد واترلو در کنار ولینگتون باشد.